# Chartuzac
Chartuzac ist eine südwestfranzösische Gemeinde mit 164 Einwohnern (Stand: 1. Januar 2022) im Département Charente-Maritime in der Region Nouvelle-Aquitaine (vor 2016 Poitou-Charentes). Sie gehört zum Arrondissement Jonzac und zum Kanton Les Trois Monts. Die Einwohner werden Chartuzacais genannt.

## Lage
Chartuzac liegt im Süden der Saintonge etwa 60 Kilometer nordnordöstlich von Bordeaux. Umgeben wird Chartuzac von den Nachbargemeinden Tugéras-Saint-Maurice im Norden, Coux im Osten und Süden sowie Rouffignac im Westen.

## Bevölkerungsentwicklung
| Jahr                       | 1962 | 1968 | 1975 | 1982 | 1990 | 1999 | 2006 | 2019 |
| Einwohner                  | 189  | 181  | 158  | 199  | 167  | 137  | 159  | 160  |
| Quellen: Cassini und INSEE |      |      |      |      |      |      |      |      |

## Sehenswürdigkeiten
- Kirche Saint-Vincent mit denkmalgeschützter Glocke (siehe auch: Liste der Monuments historiques in Chartuzac)

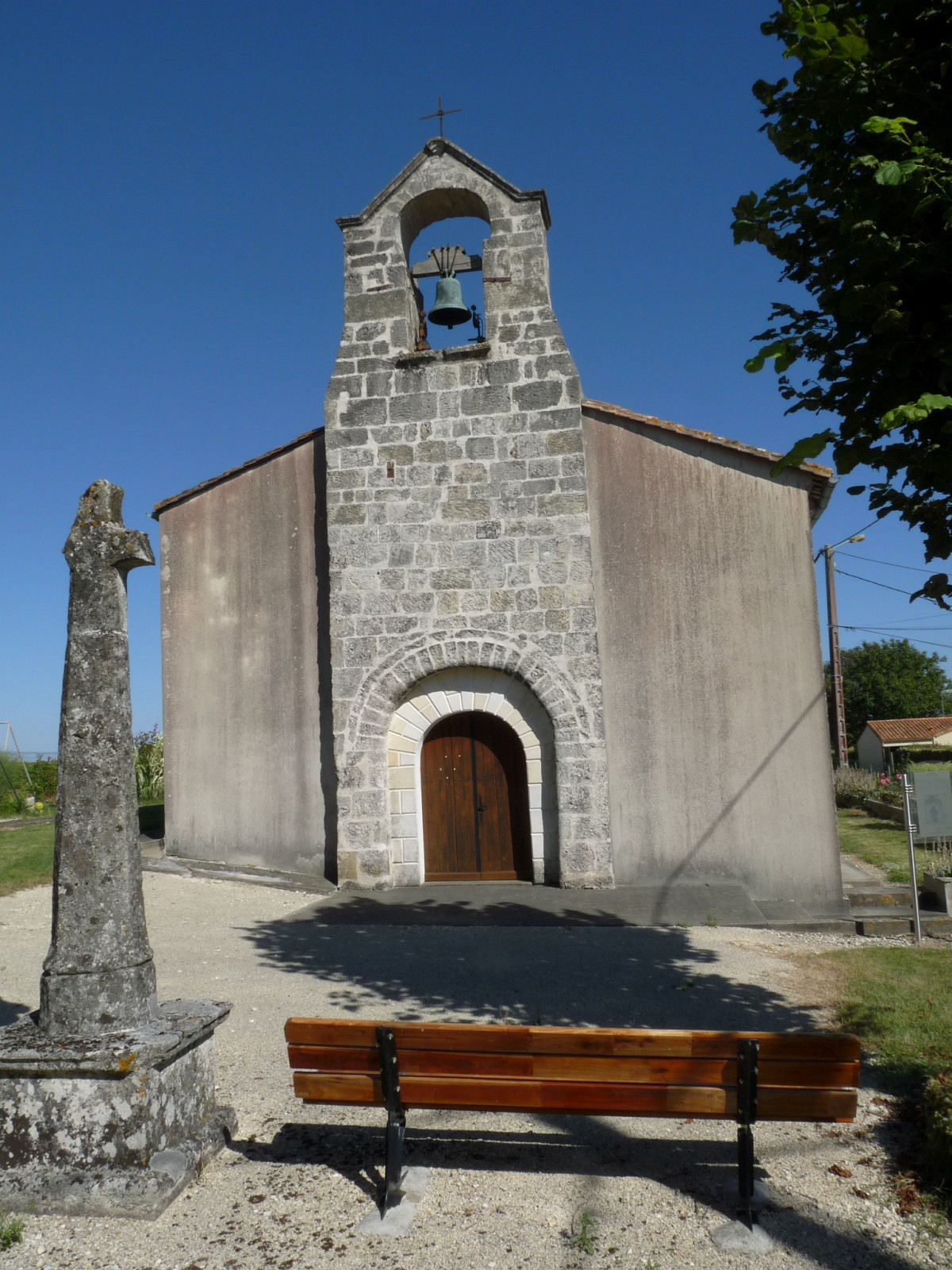
Kirche Saint-Vincent